# هویت (کانزاس)
هویت (به انگلیسی: Hoyt) شهری در ایالت کانزاس کشور ایالات متحده آمریکا است که جمعیت آن در سرشماری سال ۲۰۱۰ میلادی، ۶۶۹ نفر بوده‌است.